# Ri Han-jae
Ri Han-jae (Kurashiki (Japan), 27 juni 1982) is een Noord-Koreaans voetballer die speelt bij Sanfrecce Hiroshima uit Japan waar hij al zeven jaar speelt en hij speelt ook bij het Noord-Koreaans voetbalelftal. Hij speelt als middenvelder.

## Clubvoetbal
Hij begon met voetballen bij Sanfrecce Hiroshima de club waar hij nu al 7 jaar voor uit komt en hij speelde 94 wedstrijden voor Sanfrecce Hiroshima en scoorde 5 goals.
| seizoen     | club                | land  | competitie | wed. | goals |
| ----------- | ------------------- | ----- | ---------- | ---- | ----- |
| 2001        | Sanfrecce Hiroshima | Japan | J-League   | 0    | 0     |
| 2002        | Sanfrecce Hiroshima | Japan | J-League   | 1    | 0     |
| 2003        | Sanfrecce Hiroshima | Japan | J-League 2 | 22   | 1     |
| 2004        | Sanfrecce Hiroshima | Japan | J-League   | 26   | 1     |
| 2005        | Sanfrecce Hiroshima | Japan | J-League   | 19   | 1     |
| 2006        | Sanfrecce Hiroshima | Japan | J-League   | 26   | 2     |
| 2007        | Sanfrecce Hiroshima | Japan | J-League   | 6    | 0     |
| Bijgewerkt: | 01-01-2008          |       | Totaal     | 100  | 5     |